# Monteus
Monteus (en francès Monteux) és un municipi francès situat al departament de la Valclusa i a la regió de Provença – Alps – Costa Blava.

## Demografia
| 1962                                       | 1968  | 1975  | 1982  | 1990  | 1999  | 2006   |
| ------------------------------------------ | ----- | ----- | ----- | ----- | ----- | ------ |
| 5.237                                      | 5.867 | 6.471 | 7.524 | 8.157 | 9.564 | 10.704 |
| Des de 1962: població sense dobles comptes |       |       |       |       |       |        |

## Administració
| Període   | Identitat       | Partit |
| --------- | --------------- | ------ |
| 1977-1989 | Raymond Chabran | RPR    |
| 1989-     | Christian Gros  | PS     |

## Agermanaments
- Gladenbach
- Niemcza

## Personatges il·lustres
- Nicolau Sabòli, músic occità.
- André Chiron, cantant occità
- Rosalie Martín de Bordas (1840-1901) cantant popular